# Ben Wilson (Basketballspieler)
Benjamin „Benji“ Wilson Jr. (* 18. März 1967; † 21. November 1984) war ein US-amerikanischer Highschool-Basketballspieler aus Chicago, der kurz vor Beginn seiner Senior-Saison erschossen wurde. Er war der Erste in der Geschichte Chicagos, der zum besten Highschool-Basketballspieler der USA ernannt wurde.

## Frühes Leben
Ben wurde als Sohn von Mary und Benjamin Wilson Sr. geboren und wuchs in der South Side von Chicago auf. Er war das dritte Kind seiner Mutter und das erste Kind seines Vaters. Wilson begann schon früh mit dem Basketballspielen und war Teil der Schulmannschaften an den Grundschulen St. Dorothy School und Ruggles Elementary School, an der er 1981 seinen Abschluss machte. Wilson trainierte im Cole Park, benannt nach dem amerikanischen Musiker Nat King Cole, im Chatham-Bezirk von Chicago.

## High School
Im Herbst 1981 begann er sein Freshman-Jahr an der Simeon Vocational High School im Stadtteil Auburn Gresham in der South Side von Chicago für die Schulmannschaft; in der Spielzeit 1983/84 war Wilson der einzige Junior, der in der Schulmannschaft der Oberstufenschüler spielte. Simeon schlug die Aurora West High School mit neun Punkten Vorsprung. Simeon gewann in diesem Jahr ihre erste Illinois State Meisterschaft, als sie gegen die als Nummer 1 eingeschätzte Evanston Township High School mit 53-47 in der Endrunde gewann. ESPN HS erkor ihn zum besten Spieler des Landes in der 1983/84-Saison.

## Athletes For Better Education (ABCD)
Im Juli 1984 nahm Wilson am exklusiven Athletes For Better Education Camp in Princeton, New Jersey, teil.  Als Pionier im Highschool-Scouting ermöglichte das AFBE Camp (später ABCD) den Talentscouts und Trainern neue Talenten aus allen Teilen des Landes an einem Ort zu beobachten.  Nach der einwöchigen Veranstaltung ernannte der Talentscout Bob Gibbons Ben Wilson zur Nummer 1 der Highschoolspieler Amerikas. Kurz vor Beginn seiner Senior-Saison konnte er schließlich zwischen Stipendien-Angeboten der Illinois, DePaul und Indiana wählen.

## Tod
Wilson wurde am Nachmittag des 20. November 1984 angeschossen, als er nach Schulschluss die Vincennes Avenue mit seiner Freundin Jetun Rush entlang ging. Nachdem er von zwei Jugendlichen namens William Moore und Omar Dixon angesprochen und bedroht worden war, zog Moore eine Waffe und schoss auf Wilson. Seine Aorta wurde dabei so schwer verletzt, dass er am nächsten Tag nach einer erfolglosen Operation im St. Bernard-Hospital starb.

## Persönliches
Wilson hatte den Spitznamen „Magic Johnson with a jump shot“. Er hat einen Sohn namens Brandon Wilson mit seiner Freundin Jetun Rush (heute Jetun Rivers).
Sein Sohn Brandon, der zum Zeitpunkt des Todes seines Vaters zehn Wochen alt war, wurde ein erfolgreicher Highschool-Basketballspieler in New York und trug Wilsons Trikotnummer 25.

## Vermächtnis
Wilsons Freund und Mannschaftskollege aus seiner Zeit in der Simeon Vocational High School, der ehemalige NBA- und University-of-Illinois-Spieler Nick Anderson, trug die Trikotnummer 25 während seiner Karriere zu Ehren seines toten Freundes, genauso wie Juwan Howard an der University of Michigan. Ben Wilsons Geschichte war zentraler Bestandteil eines während der NBA-Playoffs ausgestrahlten Nike-Werbespots aus dem Jahre 1997, in dem ein alter Mann Folgendes zum Ausdruck bringt:
One out of every five black men die before they reach the age of twenty-five.
That was Benji's number. Benji was the first in Chicago history to ever be named top high school player in the nation, right before he was gunned down.
But you know what? Benji's not dead: Benji's spirit lives on in every jump shot.
Remember: Shoot over brothas, not at them.
Einer von fünf schwarzen Männern stirbt vor seinem 25. Geburtstag.
Das war Benjis Nummer. Benji war der Erste in der Geschichte Chicagos, der zum besten Highschool-Spieler des Landes ernannt wurde, kurz bevor er niedergeschossen wurde.
Aber wisst ihr was? Benji ist nicht tot: Benjis Geist lebt in jedem Jump Shot weiter.
Denkt daran: Werft über Brüder, schießt nicht auf sie.
Der ehemalige Chicago-Bulls- und jetzige Detroit-Pistons-Guard Derrick Rose machte 2007 seinen Abschluss an der Simeon Vocational High School. Während seiner gesamten Highschool-Spielzeit trug Rose die Trikotnummer 25 und führte Wilsons Vermächtnis an der Schule weiter, indem er mit der Mannschaft zwei Landesmeisterschaften in den Jahren 2006 und 2007 gewann. Simeon Basketballspieler Jabari Parker hatte während seiner Zeit an der Schule die Nummer 25 in seine Sportschuhe eingenäht.
ESPN widmete Ben Wilson im Rahmen seiner „30 For 30“-Dokumentationsreihe eine ganze Episode mit dem Titel Benji: The True Story Of A Dream Cut Short. Die Folge wurde am 23. Oktober 2012 ausgestrahlt. Des Weiteren gibt es eine Dokumentation von Comcast über das Leben des Basketballers mit dem Titel 25: The Ben Wilson Story.